# Pantolyta hadrosoma
Pantolyta hadrosoma är en stekelart som beskrevs av Macek 1993. Pantolyta hadrosoma ingår i släktet Pantolyta, och familjen hyllhornsteklar. Arten är reproducerande i Sverige.